# Тимочко Олександр Іванович
Тимочко Олександр Іванович — головний редактор наукового журналу «Системи обробки інформації», доктор технічних наук, професор.

## Наукова діяльність
Основні напрями наукової діяльності пов’язані із дослідженнями у галузі автоматизації процесів прийняття рішень щодо управління авіацією на основі методів штучного інтелекту, а саме, вдосконаленням комплексного методичного апарату формалізації завдань прийняття рішень при управлінні авіацією, заснованого на апараті нечітких множин, що дозволяє враховувати динамічні властивості предметної області та особливості логіко-аналітичної діяльності офіцера бойового управління; розробкою методу і математичних моделей рефлексивного вибору варіанту дій при управлінні авіацією. Значний внесок зроблений в удосконаленні методології автоматизованого виявлення та класифікації об'єктів на цифрових знімках із застосуванням згорткової нейромережі у масштабі часу, близькому до реального, в умовах апріорної невизначеності щодо об’єктів виявлення; методів навчання штучної згорткової нейромережі для автоматизованого розпізнавання та класифікації об’єктів виявлення; забезпеченні необхідних оперативності та достовірності виявлення та класифікації об’єктів в умовах цілеспрямованої протидії противника.

## Досягнення
Автор більш ніж 200 публікацій, зокрема 14 підручників та навчальних посібників, 1 монографії. Входить до топ 20 авторів ХНУПС.

## Унікальні індифікатори
- Scopus Author ID:56462977100.
- ORCID ID:0000-0002-4154-7876. Архів оригіналу за 17 червня 2020. Процитовано 5 серпня 2020.
- Web of Science:B-6317-2018.

## Наукові публікацій
- Список наукових публікацій у ХНУПС. Архів оригіналу за 8 липня 2020. Процитовано 5 серпня 2020.
- Цитованість автора.